# Senat Scherf I
Der Senat Scherf I amtierte vom 4. Juli 1995 bis 7. Juli 1999 als Bremer Landesregierung.
| Amt                                                            | Name                                 | Partei | Partei |
| -------------------------------------------------------------- | ------------------------------------ | ------ | ------ |
| Bremer Bürgermeister und Präsident des Senats                  | Henning Scherf                       |        | SPD    |
| kirchliche Angelegenheiten                                     | Henning Scherf                       |        | SPD    |
| Justiz und Verfassung                                          | Henning Scherf                       |        | SPD    |
| Stellvertretender Präsident des Senats, Bürgermeister Finanzen | Ulrich Nölle bis 16. September 1997  |        | CDU    |
| Stellvertretender Präsident des Senats, Bürgermeister Finanzen | Hartmut Perschau                     |        | CDU    |
| Inneres                                                        | Ralf Borttscheller                   |        | CDU    |
| Häfen, überregionaler Verkehr und Außenhandel                  | Uwe Beckmeyer                        |        | SPD    |
| Arbeit                                                         | Uwe Beckmeyer                        |        | SPD    |
| Wirtschaft, Mittelstand, Technologie und Europaangelegenheiten | Hartmut Perschau bis 8. Oktober 1997 |        | CDU    |
| Wirtschaft, Mittelstand, Technologie und Europaangelegenheiten | Josef Hattig                         |        | CDU    |
| Bau, Verkehr und Stadtentwicklung                              | Bernt Schulte                        |        | CDU    |
| Bildung, Wissenschaft, Kunst und Sport                         | Bringfriede Kahrs                    |        | SPD    |
| Frauen, Gesundheit, Jugend, Soziales und Umweltschutz          | Christine Wischer                    |        | SPD    |